# Alexander von der Groeben
Alexander von der Groeben (* 5. října 1955 Ratingen, Německo) je bývalý reprezentant Německa v judu.

## Sportovní kariéra
Pochází ze šlechtického rodu Groebenů. K vrcholové sportovní kariéře se propracoval postupně ve Wolfsburgu. Patřil k předním evropským judistům 80. let, ale na světových akcích své postavení nepotvrzoval. Ze dvou účastí na olympijských hrách v roce 1984 a 1988 vyhrál pouze jeden zápas. Mimo sportu měl řadu dalších aktivit. 

### Život mimo sport
Po skončení sportovní kariéry v roce 1990 se moderátorské práci věnoval naplno na stanici Premiere. Od roku 1993 do roku 1995 byl tváří televizní stanice Sat.1 a moderoval sportovní pořad täglich ran.  Pro Eurosport komentoval úpolové sporty .  Na Olympijských hrách v letech 2012, 2016 a 2020 komentoval olympijské přenosy z juda pro ZDF.

## Výsledky

### Váhové kategorie
| Turnaj             | 1979       | 1980       | 1981       | 1982       | 1983       | 1984       | 1985       | 1986       | 1987       | 1988       | 1989       | 1990       |
| Turnaj             | 24         | 25         | 26         | 27         | 28         | 29         | 30         | 31         | 32         | 33         | 34         | 35         |
| Turnaj             | těžká váha | těžká váha | těžká váha | těžká váha | těžká váha | těžká váha | těžká váha | těžká váha | těžká váha | těžká váha | těžká váha | těžká váha |
| ------------------ | ---------- | ---------- | ---------- | ---------- | ---------- | ---------- | ---------- | ---------- | ---------- | ---------- | ---------- | ---------- |
| Olympijské hry     |            | —          |            |            |            | úč.        |            |            |            | úč.        |            |            |
| Mistrovství světa  | úč.        |            | úč.        |            | —          |            | úč.        |            | —          |            | —          |            |
| Mistrovství Evropy | —          | ?          | 3.         | 5.         | 3.         | 1.         | 2.         | —          | 3.         | 2.         | 5.         | —          |

### Bez rozdílu vah
| Turnaj             | 1979 | 1980 | 1981 | 1982 | 1983 | 1984 | 1985 | 1986 | 1987 | 1988 | 1989 | 1990 |
| Turnaj             | 24   | 25   | 26   | 27   | 28   | 29   | 30   | 31   | 32   | 33   | 34   | 35   |
| ------------------ | ---- | ---- | ---- | ---- | ---- | ---- | ---- | ---- | ---- | ---- | ---- | ---- |
| Mistrovství světa  | —    |      | —    |      | —    |      | úč.  |      | úč.  |      | 3.   |      |
| Mistrovství Evropy | ?    | ?    | —    | —    | —    | —    | 1.   | úč.  | —    | —    | —    | 3.   |

## Filmografie
- 1988: Walter Bockmayers Geierwally
- 1997: Lindenstraße (televizní seriál; díl Auf Gedeih und Verderb)
- 1998: Die Wache (Kriminální seriál; díl Diamantenfieber)
- 1998–2002: Verbotene Liebe (Daily Soap; 8 dílů)
- 1999: Jimmy the Kid
- 1999: Der Clown (Actionserie; díl Flash)
- 1999–2002: SK Kölsch (3 díly)
- 2000: Die Rettungsflieger (televizní seriál; díl Spiel mit dem Leben)
- 2000–2004: Die Anrheiner (3 díly)
- 2001: Místo činu (seriál; díl Tatort: Das Phantom)
- 2003: Zwei Profis (Kriminální seriál; díl …und der Bodyguard)
- 2009: Alles was zählt (Daily Soap; čtyři díly)
- 2011: Prisoners of War
- 2013: Ramon
- 2015: Memento Mori
- 2016: Anthropoid
- 2016: Hiebfest
- 2018: Heldt (televizní seriál; díl Ewig mein)